# Loozanteen
Loozanteen è il quinto album studio dei Barnes & Barnes, pubblicato nel 1991.
Il brano Talk Line è un brano solista di Artie Barnes, mentre Half è un brano solista di Art Barnes.
"Loozanteen" è un'altra espressione inventata dal duo che vuol dire: "irraggiungibile oggetto di desiderio".

## Tracce
1. Loozanteen – 1:42
2. Fire in the Hole – 3:18
3. The Invisible Maniac – 4:05
4. What's It Like to Be You – 3:14
5. Why Don't You Kill Me Now – 3:40
6. Talk Line – 4:14
7. Love Is So Noisy – 5:03
8. Lovely in Loveland – 1:25
9. Half – 2:16
10. Homophobic Dream#23 – 0:46
11. Background Boy – 5:27
12. Drinking With the Devil – 2:08
13. Peg Leg Sue Got Married – 0:36
14. Touch Yourself – 2:45
15. Spanking Thru My Hard Times – 0:58
16. Wax Your Carrot/Tha Boogie Man and Dan – 2:43
17. I Love to Ride the Bus – 4:05
18. I Feel Depressed – 4:43